# SpeedStep
SpeedStep — назва серії енергозбережних технологій від Intel (що включає SpeedStep, SpeedStep II та SpeedStep III), в основі якої лежить динамічна зміна частоти і енергоспоживання процесора залежно від джерела живлення, що використовується. Вперше була використана в процесорах Mobile Pentium III.
Підтримка SpeedStep вбудована в операційні системи Microsoft Windows (починаючи з Windows XP), в Mac OS X, в ядро Linux.
Аналогічні технології від AMD звуться PowerNow! і Cool'n'Quiet.